# Japanse marter
De Japanse marter (Martes melampus) is een roofdier uit de familie van de marterachtigen (Mustelidae). 

## Kenmerken
Ze worden ongeveer 47-55 cm lang en wegen ongeveer 500-1700 gram. 

## Voortplanting
De vrouwtjes krijgen meestal 1-5 jongen.

## Verspreiding
Deze soort komt voor in Japan en Korea, op hoogtes tot 1800 meter. 
Er zijn drie ondersoorten:
- Martes melampus melampus (Honshu, Shikoku en Kyushu)
- Martes melampus tsuensis (Tsushima-eiland)
- Martes melampus coreensis (Noord-Korea en Zuid-Korea)